# Aeroportul Internațional Netaji Subhas Chandra Bose
Aeroportul Internațional Netaji Subhas Chandra Bose (IATA: CCU, ICAO: VECC) este un aeroport din North Dum Dum⁠(d), Barrackpore subdivision⁠(d), North 24 Parganas district⁠(d), Presidency division⁠(d), Bengalul de Vest, India ce deservește zona Calcutta. Aeroportul a fost tranzitat în decembrie 2022 de 1.650.149 de pasageri. A fost numit după Subhas Chandra Bose⁠(d).
Situat la o altitudine de 5 m, aeroportul dispune de 2 piste. Este operat de Airports Authority of India⁠(d).

## Infrastructură

### Piste
Aeroportul dispune de 2 piste. Pista 01L/19R are suprafața de Bitum și dimensiunile 2.839 m × 46 m. Pista 01R/19L are suprafața de Bitum și dimensiunile 3.627 m × 45 m. 